# Grand Prix automobile des Pays-Bas 1980
Résultats du Grand Prix des Pays-Bas de Formule 1 1980 qui a eu lieu sur le circuit de Zandvoort le 31 août 1980.

## Classement
| Pos. | No | Pilote                | Écurie          | Tours | Temps/Abandon                     | Grille | Points |
| ---- | -- | --------------------- | --------------- | ----- | --------------------------------- | ------ | ------ |
| 1    | 5  | Nelson Piquet         | Brabham-Ford    | 72    | 1 h 38 min 13 s 83 (186,995 km/h) | 5      | 9      |
| 2    | 16 | René Arnoux           | Renault         | 72    | + 12 s 93                         | 1      | 6      |
| 3    | 26 | Jacques Laffite       | Ligier-Ford     | 72    | + 13 s 43                         | 6      | 4      |
| 4    | 28 | Carlos Reutemann      | Williams-Ford   | 72    | + 15 s 29                         | 3      | 3      |
| 5    | 3  | Jean-Pierre Jarier    | Tyrrell-Ford    | 72    | + 1 min 00 s 02                   | 17     | 2      |
| 6    | 8  | Alain Prost           | McLaren-Ford    | 72    | + 1 min 22 s 62                   | 18     | 1      |
| 7    | 2  | Gilles Villeneuve     | Ferrari         | 71    | + 1 tour                          | 7      |        |
| 8    | 11 | Mario Andretti        | Lotus-Ford      | 70    | Panne d'essence                   | 10     |        |
| 9    | 1  | Jody Scheckter        | Ferrari         | 70    | + 2 tours                         | 12     |        |
| 10   | 9  | Marc Surer            | ATS-Ford        | 69    | + 3 tours                         | 20     |        |
| 11   | 27 | Alan Jones            | Williams-Ford   | 69    | + 3 tours                         | 4      |        |
| Abd. | 4  | Derek Daly            | Tyrrell-Ford    | 60    | Accident                          | 23     |        |
| Abd. | 23 | Bruno Giacomelli      | Alfa Romeo      | 58    | Jupes                             | 8      |        |
| Abd. | 31 | Eddie Cheever         | Osella-Ford     | 38    | Moteur                            | 19     |        |
| Abd. | 29 | Riccardo Patrese      | Arrows-Ford     | 29    | Moteur                            | 14     |        |
| Abd. | 15 | Jean-Pierre Jabouille | Renault         | 23    | Différentiel                      | 2      |        |
| Abd. | 22 | Vittorio Brambilla    | Alfa Romeo      | 21    | Collision                         | 22     |        |
| Abd. | 41 | Geoff Lees            | Ensign-Ford     | 21    | Collision                         | 24     |        |
| Abd. | 7  | John Watson           | McLaren-Ford    | 18    | Allumage                          | 9      |        |
| Abd. | 20 | Emerson Fittipaldi    | Fittipaldi-Ford | 16    | Freins                            | 21     |        |
| Abd. | 43 | Nigel Mansell         | Lotus-Ford      | 15    | Sortie de piste                   | 16     |        |
| Abd. | 12 | Elio De Angelis       | Lotus-Ford      | 2     | Collision                         | 11     |        |
| Abd. | 25 | Didier Pironi         | Ligier-Ford     | 2     | Collision                         | 15     |        |
| Abd. | 6  | Héctor Rebaque        | Brabham-Ford    | 1     | Boîte de vitesses                 | 13     |        |
| Nq.  | 50 | Rupert Keegan         | Williams-Ford   |       | Non qualifié                      |        |        |
| Nq.  | 14 | Jan Lammers           | Ensign-Ford     |       | Non qualifié                      |        |        |
| Nq.  | 30 | Mike Thackwell        | Arrows-Ford     |       | Non qualifié                      |        |        |
| Nq.  | 21 | Keke Rosberg          | Fittipaldi-Ford |       | Non qualifié                      |        |        |
| Np.  | 30 | Jochen Mass           | Arrows-Ford     |       | Pilote blessé                     |        |        |

## Pole position et record du tour
- Pole position : René Arnoux en 1 min 17 s 44 (vitesse moyenne : 197,665 km/h).
- Meilleur tour en course : René Arnoux en 1 min 19 s 35 au 67e tour (vitesse moyenne : 192,907 km/h).

## Tours en tête
- Alan Jones : 1 (1)
- René Arnoux : 1 (2)
- Jacques Laffite : 10 (3-12)
- Nelson Piquet : 60 (13-72)

## À noter
- 2e victoire pour Nelson Piquet.
- 22e victoire pour Brabham en tant que constructeur.
- 133e victoire pour Ford-Cosworth en tant que motoriste.